# Queue de marée

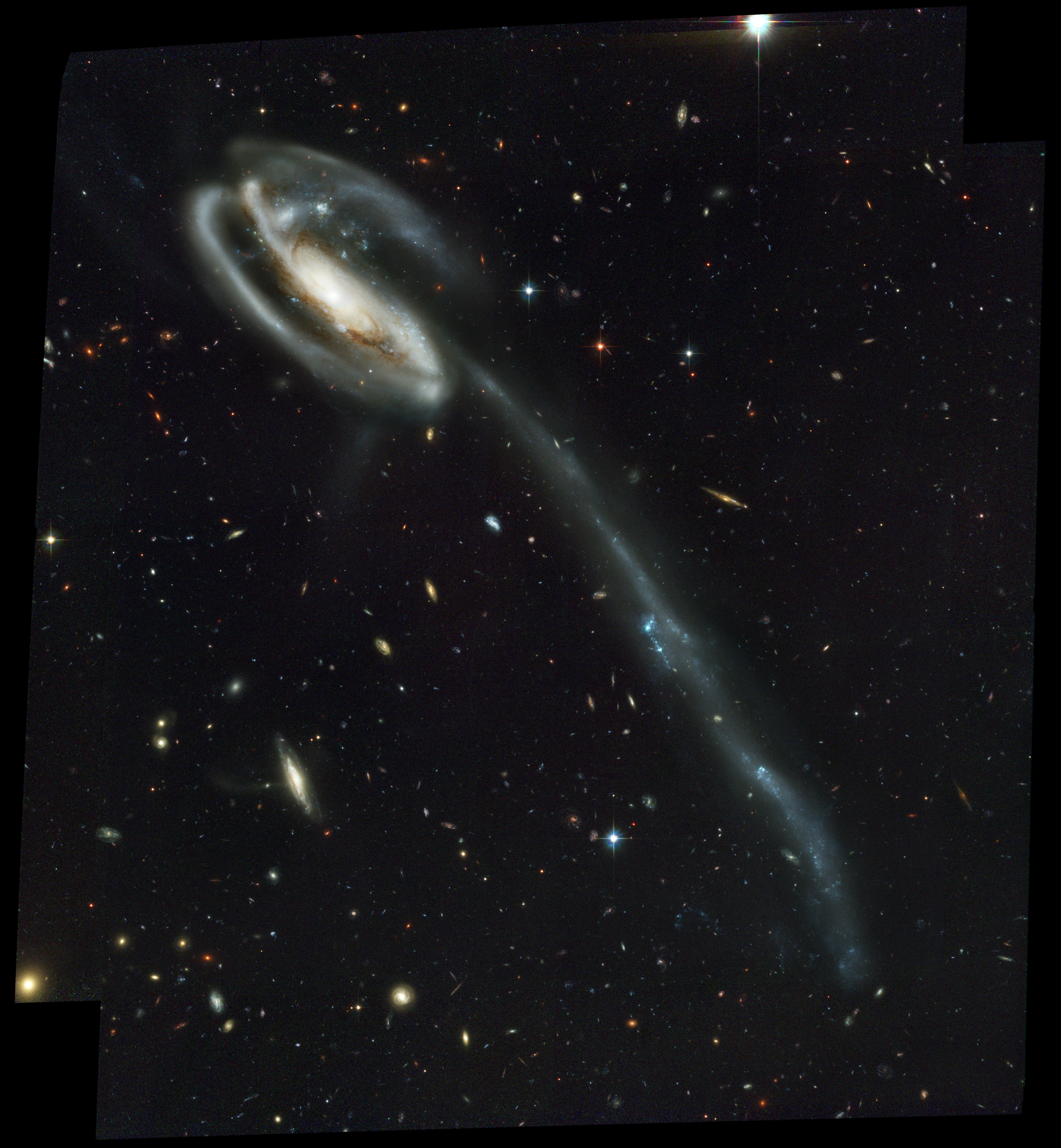
Arp 188 vue par le télescope spatial Hubble. La queue de marée s'étire sur plus de 280000 années-lumière (86 kpc).

Une queue de marée est une formation longue et fine constituée d'étoiles et de gaz interstellaire issus d'une galaxie en interaction sous l'effet d'une force de marée galactique. Arp 188 et NGC 4676 illustrent bien ce phénomène, par ailleurs produit avec une certaine symétrie dans la collision à l'origine des galaxies des Antennes. Les queues de marée peuvent contenir une fraction significative de la matière d'une galaxie : ainsi, près de la moitié de la matière gazeuse des galaxies des Antennes se trouve dans les queues de marée. Les perturbations et les ondes de choc générées par les interactions de galaxies favorisent la formation stellaire : on estime qu'un dixième des étoiles des galaxies en interaction se forment dans les queues de marée, tandis qu'une étoile sur cent dans l'Univers se formerait dans ces structures.